# Libanesische Volleyballnationalmannschaft der Männer
Die libanesische Volleyballnationalmannschaft der Männer ist eine Auswahl der besten libanesischen Spieler, die die Lebanese Volleyball Federation bei internationalen Turnieren und Länderspielen repräsentiert.

## Geschichte
Bei der Volleyball-Weltmeisterschaft 1952 wurde die Mannschaft des Libanon Neunter. Die Volleyball-Asienmeisterschaft 1979 beendete sie auf dem 13. Rang. Sie konnte sich bisher nicht für Olympische Spiele qualifizieren. Auch der World Cup und die Weltliga fanden bisher ohne libanesische Beteiligung statt.